# Operail
Operail ist eine estnische Eisenbahngesellschaft. Die drei Säulen Unternehmens sind der Gütertransport sowie die Vermietung und Reparatur von Eisenbahnwagen und Lokomotiven.
Operail transportiert ungefähr die Hälfte der Güter im estnischen Schienengüterverkehr.

## Geschichte
Operail entstand 2009 durch Aufspaltung von Eesti Raudtee in die Tochterunternehmen EVR Cargo und EVR Infra. Im September 2012 wurde EVR Cargo als selbständiges Unternehmen für den Schienengüterverkehr ausgegliedert. EVR Infra wurde hingegen wieder mit Eesti Raudtee verschmolzen, die seitdem als reines Eisenbahninfrastrukturunternehmen agiert. 2018 erfolgte die Umbenennung von EVR Cargo in Operail.
Nach dem russischen Überfall auf die Ukraine hat die estnische Regierung im Mai 2022 – mit einer Übergangsfrist bis zum Ende des Jahres – verfügt, dass Operail keine Waren mit Herkunfts- oder Bestimmungsort in Russland oder Weißrussland mehr befördert. Für Transitgut wird ein Herkunftszeugnis vorgeschrieben. Eine weitere Folge des Krieges war der Verkauf aller 552 Operail-Güterwagen, die sich in der Ukraine befanden.
Im Jahr 2024 wurde Operail privatisiert und der estnische Staat versteigerte seine Anteile. Das Unternehmen befindet sich seit Dezember des Jahres in Besitz der estnischen Firma Tiigi Keskus. Bei der Veräußerung verblieb allerdings das Tochterunternehmen, bei dem die eingefrorenen Geschäfte in Russland gebündelt sind, in Staatsbesitz. Der Transitverkehr nach Russland wurde unter dem neuen Management wieder aufgenommen.

### Tochtergesellschaft
2019 wurde die Tochtergesellschaft Operail Finland Oy gegründet, die seit Dezember 2020 Güterverkehr auf der Strecke von der Grenzstation Vainikkala zum Hafen von Koverhar in Hanko betreibt. Im Gegensatz zur Muttergesellschaft transportiert sie weiterhin Güter aus und nach Russland. Die westlichen Sanktionen gegen Russland haben jedoch zu einem starken Rückgang des Geschäfts der Gesellschaft geführt, die 2022 mit einem Verlust von 3,5 Mio. Euro abschloss.
Im Januar 2023 gab die staatliche estnische Eisenbahngesellschaft Operail bekannt, dass sie einen Vertrag zum Verkauf ihrer Tochtergesellschaft Operail Finland unterzeichnet hat. Neuer Eigentümer wird das börsennotierte finnische Logistikunternehmen Nurminen Logistics. Für 27,7 Millionen Euro soll Nurminen Operail Finland vollständig übernehmen. Das Unternehmen wird dann an die Tochtergesellschaft North Rail Holding Oy übergehen, an der Nurminen Logistics 79,8 % und weitere Investoren 20,2 % der Aktien besitzen.
Ab dem 9. März 2023 ist der neue Firmenname North Rail Oy. Die Namensänderung erfolgte nach der Übernahme des Unternehmens durch Nurminen Logistics Oy. Als Teil von Nurminen gehören sowohl der Schienentransport als auch die Spedition zur selben Gruppe. Der Name, das Logo und die VKM-ID von Operail sind jedoch vorerst erhalten geblieben. Ilkka Seppänen, der CEO von Operail Finland, bleibt bis 2024 CEO von North Rail und geht dann in den Ruhestand.
North Rail fuhr am 17. April 2023 seinen ersten Ammoniakzug von Kouvola nach Ruokosuo bei Siilinjärvi für den Düngemittelhersteller Yara. Zweimal pro Woche verkehrt ein Zugpaar. Das Unternehmen beabsichtigte, am 20. Juni 2023 den Verkehr zwischen dem Düngemittelwerk Hangonsaari (bis 1. Juni 2003 Rikkihappo) und Kouvola über Uusikaupunki mit zwei wöchentlichen Zugpaaren aufzunehmen. Ammoniak wird auf dem Seeweg nach Uusikaupunki und von dort per Bahn zu den Yara-Anlagen in Siilinjärvi transportiert. Ab dem 3. Mai 2023 sind auf dieser Strecke die Lokomotiven der Baureihe North Rail Dr21 im Regelbetrieb eingesetzt.

## Fahrzeuge
Es werden ausschließlich Diesellokomotiven eingesetzt. Die Hauptlast der Aufgaben erfolgt mit den Lokomotiven der Baureihe C36-7i, die während der kurzzeitigen Privatisierung von Eesti Raudtee am Beginn des 21. Jahrhunderts aus den USA übernommen wurden. Seit den 2010er Jahren wurde darüber hinaus begonnen, den Bestand an Rangierlokomotiven zu modernisieren und auszubauen. Gemeinsam mit der lettischen Firma Digas wurde bis zum Sommer 2020 eine Lokomotive auf Flüssigerdgas-Antrieb umgestellt.
Operail hat eine Flotte von Kesselwagen, offene und gedeckte Güterwagen, Schüttgutwagen und Flachwagen.
Der Triebfahrzeugpark besteht aus:
| Baureihe | Stückzahl | Verwendung         | Hersteller                                 | Herkunftsland    | Baujahr                                              | Bild |
| -------- | --------- | ------------------ | ------------------------------------------ | ---------------- | ---------------------------------------------------- | ---- |
| C36-7i   | 53        | Güterzuglokomotive | General Electric                           | USA              | 2003 aus den USA gekauft                             |      |
| TEM TMH  | 4         | Rangierlokomotive  | Transmashholding                           | Russland/Litauen | seit 2014                                            |      |
| CME3     | 11        | Rangierlokomotive  | ČKD                                        | Tschechoslowakei | 1980–1987                                            |      |
| C30-M    | <19       | Rangierlokomotive  | General Electric, Umbau: Operail / CZ Loko | USA/Estland      | 2003 modernisiert aus den USA gekauft, Umbau ab 2018 |      |